# Michael Collins (Iers politicus)

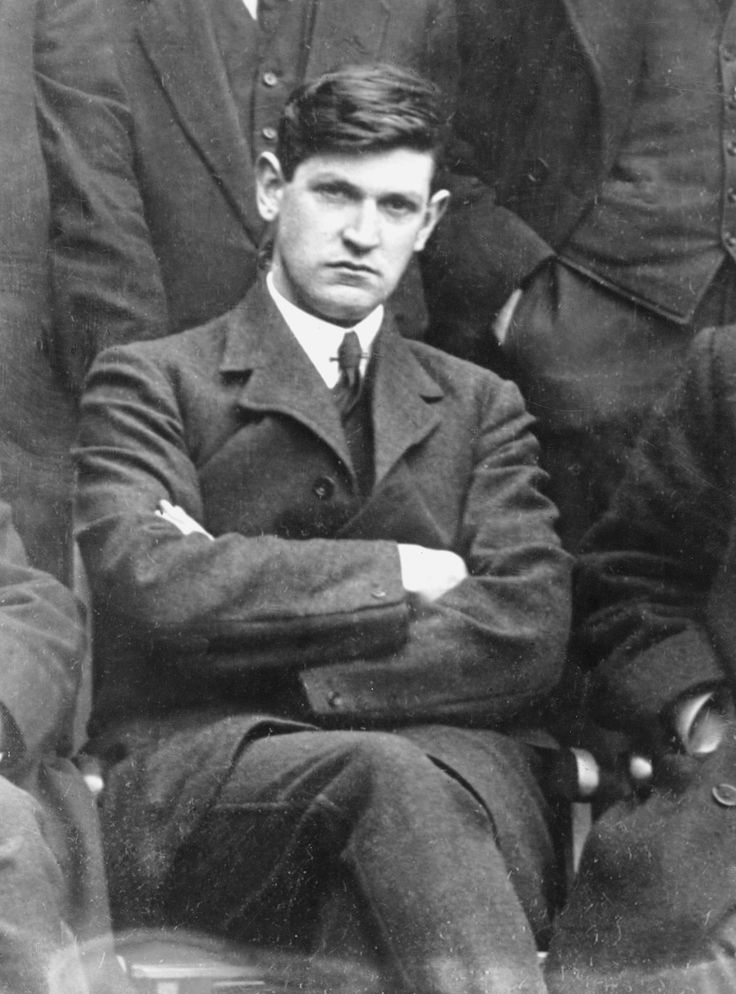
Michael Collins in 1919

Michael Collins, Iers: Mícheál Eoin Ó Coileáin (Sam's Cross, 16 oktober 1890 - Béal na mBláth, 22 augustus 1922) was een Iers politicus, verzetsstrijder en revolutionair.

## Het begin

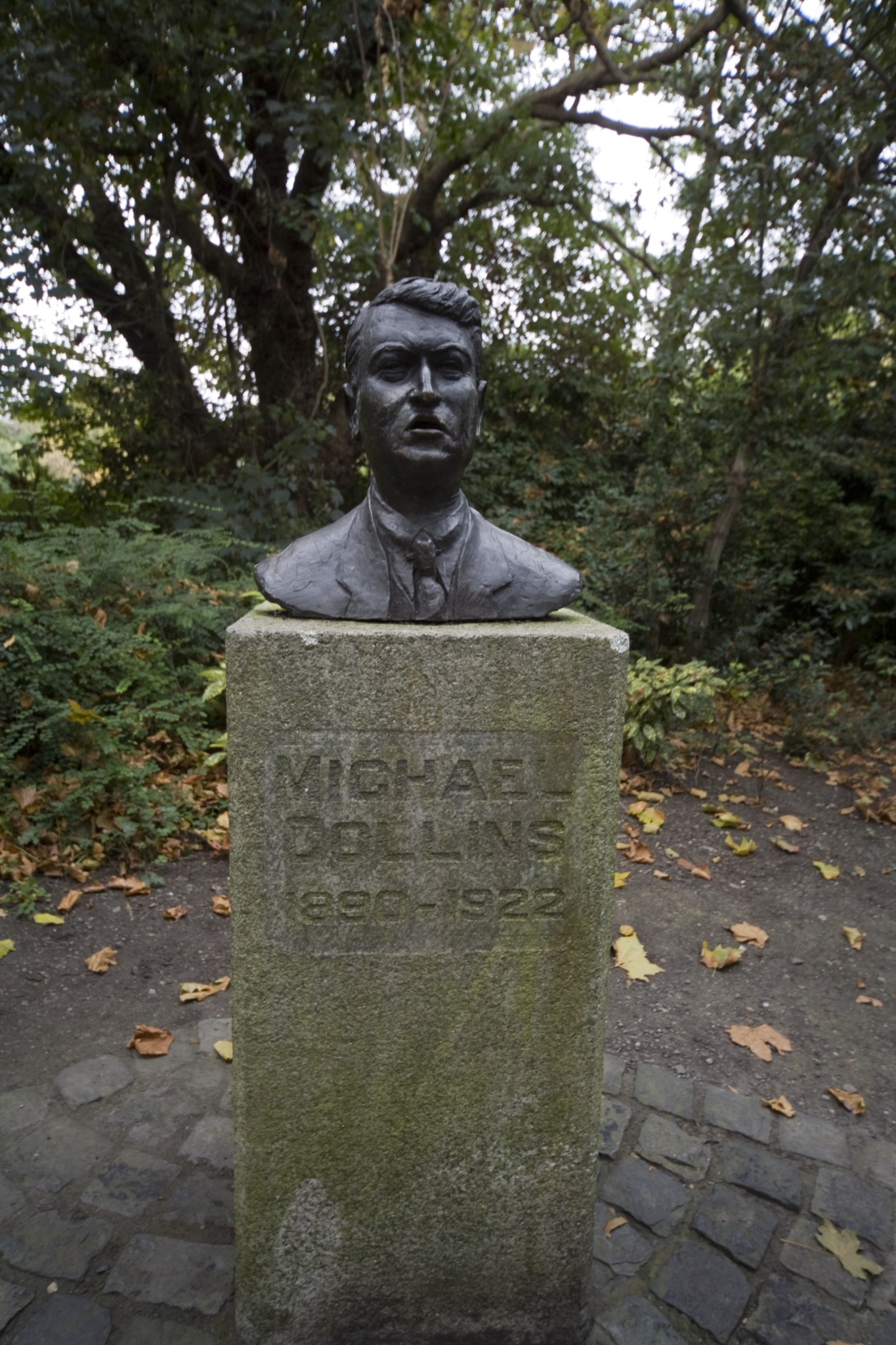
Buste van Michael Collins in Dublin

Hij werd geboren in Sam's Cross, een gehucht dicht bij Clonakilty in West-Cork. Daar bracht hij ook zijn jeugd door als zoon van Michael John Collins en Marianne O'Brien. Toen Michael zes was, stierf zijn vader op 81-jarige leeftijd. Als zestienjarige legde hij het examen af voor postbeambte en ging werken in Londen bij de bank van de post en later andere financiële firma’s.
In 1909 werd hij officieel lid van de IRB (Irish Republican Brotherhood).
In januari 1916 keerde hij terug naar Ierland en trad toe tot de "Irish Volunteers" (tegenwoordig beter bekend als de IRA). In april nam hij deel aan de Paasopstand, die uitdraaide op een grote nederlaag voor de Ieren. Collins werd achter de tralies gezet. In december werd hij weer vrijgelaten.

## Het verzet neemt toe
Meteen daarna ging hij weer aan de slag en zette een heel inlichtingennetwerk op poten en werd secretaris van de "Nation Aid Association".
In 1918 hielp hij Éamon de Valera, de latere Ierse president, ontsnappen uit een Engelse gevangenis. In 1919 werd hij verkozen tot minister van financiën en schreef hij als zodanig een nationale lening uit.

## Het dieptepunt
Er woedde een hevige guerrillaoorlog tegen de Black and Tans (een Britse gevechtseenheid). Het dieptepunt hiervan was toen op 21 november 1920 de mannen van Collins veertien Britse veiligheidsagenten vermoordden. Als reactie hierop vuurden de Black and Tans op de toeschouwers van een wedstrijd Gaelic football in Croke Park met veertien doden als resultaat. 

## Rust
In juli 1921 kwam er een bestand tot stand. Later dat jaar kwamen er onderhandelingen. Hoewel hij zelf de beste onderhandelaar was, stuurde Éamon de Valera twee anderen (Arthur Griffith en Michael Collins) als voornaamste onderhandelaars. Wellicht nam hij deze beslissing omdat hij besefte dat een volledig onafhankelijk Ierland nooit zou kunnen worden bereikt en hij zelf niet met dit slechte nieuws wilde terugkomen. Het resultaat van de onderhandelingen was een Ierse Staat, maar zonder 6 counties van de provincie Ulster. Bovendien moest Ierland trouw zweren aan de koning. Met tegenzin aanvaardde de Ierse afvaardiging dit verdrag, in de hoop dat het een stap was naar een vrije en volledige Ierse Republiek en om verder bloedvergieten te voorkomen. Het verdrag werd zoals verwacht erg negatief onthaald in Dublin. Toch werd het met 64 stemmen voor tegenover 57 tegen aangenomen in het parlement.

## Onverwachte problemen
Als reactie op de stemming trok De Valera zich met zijn medestanders terug uit het parlement. De IRA viel uiteen in een factie die vóór het verdrag was en een factie die ertegen was; de tegenstanders werden de Irregulars genoemd. Het conflict mondde uit in een burgeroorlog die tien maanden zou duren.

## Collins sneuvelt

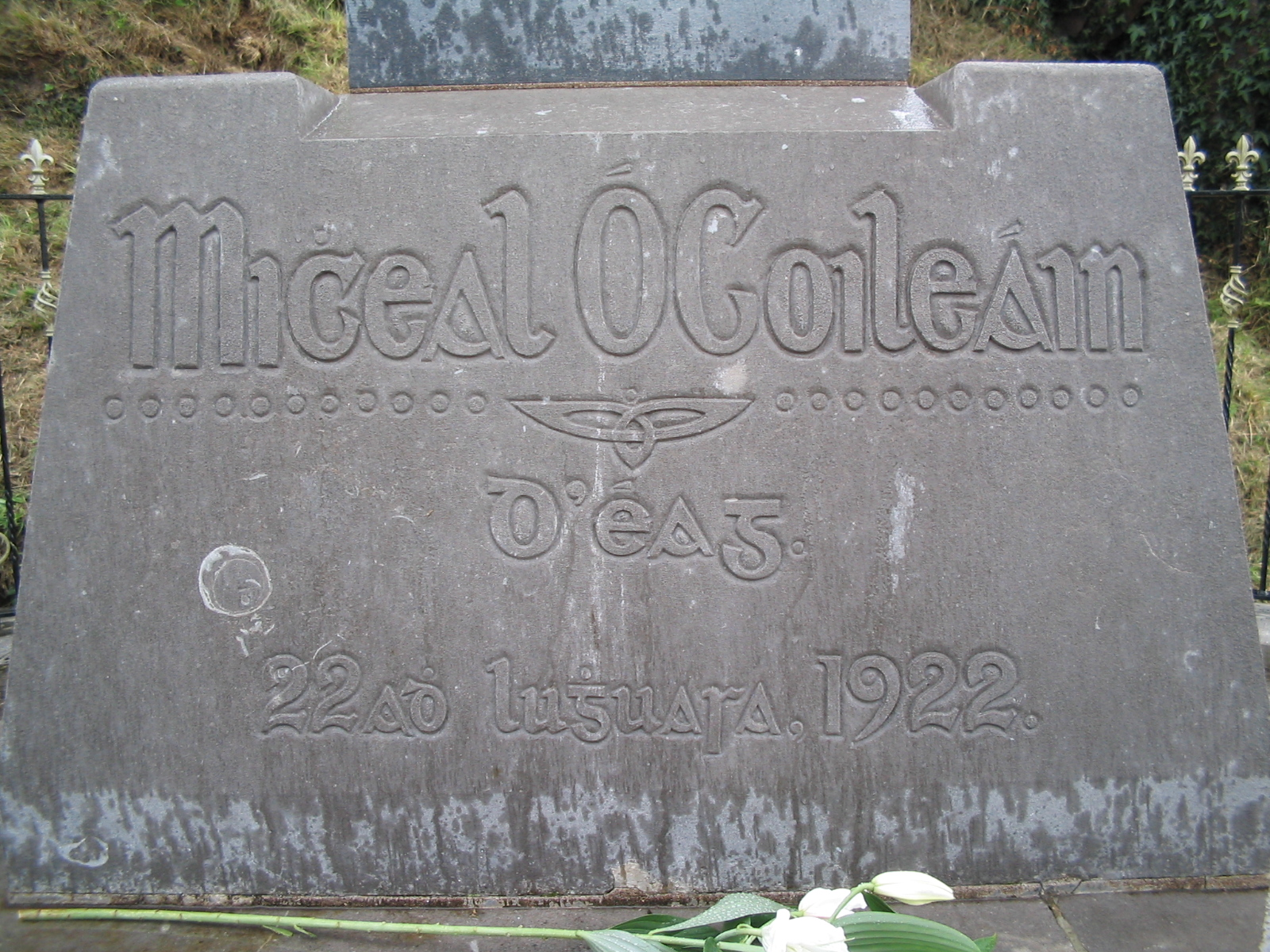
Collins' graf

Op 20 augustus 1922 vertrok Collins uit Dublin om zijn troepen te bezoeken in Cork. Twee dagen later werd zijn konvooi in een hinderlaag gelokt te Béal na mBláth nabij Macroom. Op deze plaats staat tegenwoordig een gedenksteen. Slechts één man werd gedood in de hinderlaag: Collins. Volgens sommigen werd hij doodgeschoten door de Irregulars, volgens anderen door zijn eigen mannen.

## Boeken
- Arguments for the Treaty (1922), Dublin, s.d. (1922?), pamflet, 32 p.
- Free State or chaos (1922), Dublin, 1922.
- The Path to Freedom (1922), Dublin: Talbot Press, 1922, 153 p.; herdrukken: Cork, 1968, 127 p.; (w. introd. by Tim Pat Coogan) Cork: Mercier Press, 1996, xx, 133 p. ISBN 1-85635-148-3; etc.[1]

## Meer lezen
- (en)  T. Ryle Dwyer,  'I Signed My Death Warrant' : Michael Collins & the Treaty, Douglas Village, Cork,[2] s.d. (2006). 288 p., (8) p. pl., ill. ISBN 1-85635-526-8 (pbk.) ISBN 978-1-85635-526-1.

## In populaire media
- Michael Collins (1996), geregisseerd door Neil Jordan. Met hoofdrollen van Liam Neeson en Julia Roberts.
- Rebellion (2016) en Resistance (2019), tv-series van RTÉ.